# Bristol (Rhode Island)
Bristol es un pueblo ubicado en el condado de Bristol en el estado estadounidense de Rhode Island. En el año 2000 tenía una población de 22,469 habitantes y una densidad poblacional de 858.1 personas por km². Grandes industrias en Bristol incluyen construcción de barcos (industrias marinas), fabricación, y turismo.

## Geografía
Según la Oficina del Censo, la ciudad tiene un área total de 53,4 km² (20,6 mi²), de la cual 26,2 km² (10,1 mi²) es tierra y 27,2 km² (10,5 mi²) (45.46%) es agua.

## Historia
Antes de que llegaran los peregrinos en 1620, los Wampanoags ocupaban mucho de Nueva Inglaterra, incluyendo Plymouth, Cape Cod, y la bahía Narragansett. Los Wampanoags habían sufrido previamente por una serie de plagas que mató un gran porcentaje de su población, y el líder de los Wampanoags, Massasoit, se hizo amigo de los primeros colonizadores. La guerra de King Phillip fue un conflicto entre los colonizadores de Plymouth y los Wampanoags, y empezó en Swansea, Massachusetts. Metacomet hizo Mount Hope ( una corrupción de la palabra Montaup, de los Wampanoag) su base de operaciones, el murió después de una emboscada del Capitán
Benjamin Church el 12 de agosto de 1676. “La Silla de King Philip” es una repisa en una montaña que fue usada como un sitio de observación para naves enemigas en la bahía de Mount Hope. Después de que concluya la guerra, cuatro colonialistas compraron una tierra conocida como “Mount Hope Neck and and Poppasquash Neck” como parte de la colonia de Plymouth. Otros colonialistas eran John Gorham y Richard Smith. Una variedad del nombre Metacomet es ahora el nombre de la vía principal de Bristol. Bristol antes era un pueblo en Massachusetts hasta que la Corona inglesa la movió a la colonias de Rhode Island, que ahora es un estado de los Estados Unidos.
La familia DeWolf fueron unos de los primeros colonizadores en llegar a Bristol. Bristol y Rhode Island llegaron a ser un centro de comercio de esclavos. James De Wolf, un principal traficante de esclavos, más tarde se convirtió en senador de Rhode Island.

## Desfile Del Cuatro De Julio
Bristol tiene las festividades del Día de la Independencia más antiguas y continuamente celebradas en los Estados Unidos. La primera mención de una celebración viene de julio de 1777, cuando un oficial británico notó los sonidos provenientes de la Bahía de Narragansett. Siendo este el primer aniversario de la Declaración de Independencia de las Colonias Rebeldes, marcaron el comienzo de la mañana disparando 13 cañones, uno por cada colonia. Al atardecer dispararon otra ronda de 13 cañones, uno tras otro. Como la noche era muy tranquila y fina, el eco de las armas en la Bahía tuvo un gran efecto. Las celebraciones anuales oficiales e históricas (Ejercicios patrióticos) fueron establecidas en 1785 por el Reverendo Henry Wight de la Primera Iglesia Congregacional y veterano de la Guerra Revolucionaria, y más tarde por el Reverendo Wight como el Desfile, y continúan hoy, organizado por el Cuarto Bristol del comité de julio. Las festividades comienzan oficialmente el 14 de junio, Día de la Bandera, comenzando un período de conciertos al aire libre, carreras de jaboneras y un encuentro de bomberos en el Parque Independence. La celebración culmina el 4 de julio con el desfile anual más antiguo de los Estados Unidos, "El Desfile Militar, Cívico y de Bomberos", un evento que atrae a más de 200,000 personas de Rhode Island y de todo el mundo. Estas elaboradas celebraciones dan a Bristol su apodo, "la ciudad más patriótica de Estados Unidos".

## Gobierno
En el Senado de Rhode Island, Bristol se divide en tres distritos senatoriales, actualmente todos demócratas:
Distrito 10: Walter S. Felag, Jr.
Distrito 11: James A. Seveney
Distrito 32: Cynthia Armor Coyne
A nivel federal, Bristol es parte del primer distrito del Congreso de Rhode Island y actualmente está representado por el demócrata David N. Cicilline. En las elecciones presidenciales, Bristol es un bastión demócrata, ya que ningún candidato presidencial republicano ha ganado la ciudad en más de tres décadas.